# Arthrobotryum stilboideum
Arthrobotryum stilboideum är en svampart som beskrevs av Ces. 1854. Arthrobotryum stilboideum ingår i släktet Arthrobotryum, divisionen sporsäcksvampar och riket svampar.   Inga underarter finns listade i Catalogue of Life.